# 新现代主义诗群
新现代主义诗群，也称为现代派诗群，源自于1953年由纪弦所创办的《现代诗》季刊。
《现代诗》成立之后，形成了有郑愁予、羊令野、杨唤、林泠、季紅、元思等参加的诗人群，在这个基础之上，纪弦提出了现代派的自由诗运动口号，并大力推动新现代主义诗歌运动的发展。強調知性、排斥情緒的告白，更強調「橫的移植」，以「領導新詩在革命，推行新詩的現代化」 為職志。
新现代主义是1930年代的中国现代派诗群的延续，同时也标志着台湾现代诗歌运动的崛起。

## 相关连接
- 中国诗歌库
- 中国诗歌史 （页面存档备份，存于）